# Klykstångskåta

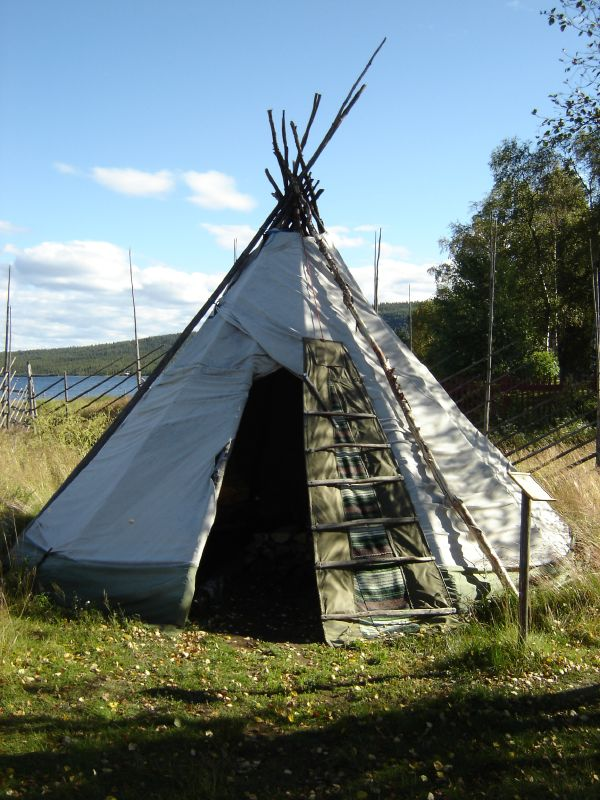
Klykstångskåta på friluftsmuseet i Jukkasjärvi

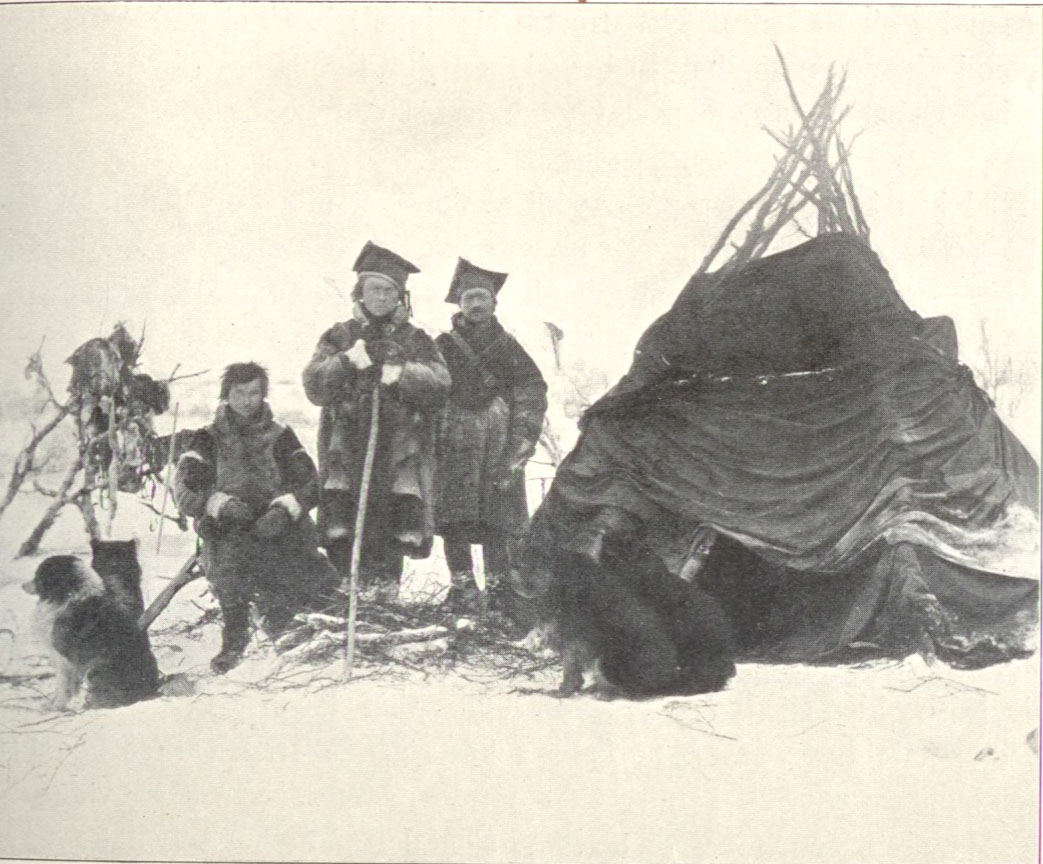
Klykstångskåta i Norge, sent 1800-tal

Klykstångskåta (nordsamiska lávvu), är den traditionella lätta samiska tältkåtan med raka stänger.
En klykstångskåta är lätt att flytta med sig och används vid fjällsamernas flyttningar. Den är konisk och liknar tipin, men är något lägre och därmed mindre känslig för vindkrafter. Den består av flera stänger (raier) som är sammanfogade i toppen och spridda utåt i en cirkel. Duken bestod tidigare av sammansydda renskinn, men senare av tyg av olika slag. I mitten eldas på öppen härd för att hålla värmen, och röken går ut i ett rökhål i toppen.
Den bärande stommen utgörs av tre stänger som vardera har en klyka i spetsen. Dessa stänger kopplas ihop till en trefot som utgör kåtans topp. Mot trefoten reses sedan ytterligare ett tjugotal raka stänger så att en kon med cirkelformigt bottenplan bildas. Över stängerna sveps en tältduk bestående av två halvor vilka läggs på bakifrån och framåt mot dörröppningen längs vardera sidan. 
Tvärs över den övre delen av kåtans inre läggs en stång som får vila på kvarsittande grenklykor eller binds fast vid kåtastängerna med snören. Detta är den så kallade grytåsen, på vilken kokgrytan hängs över elden. Dörren består av ett stycke duk som hålls utspärrat av träspjälor och som hängs i ett snöre i en av stängerna över dörröppningen.
Klykstångskåta är mindre och lättare än goahtin, bågstångskåtan, som var den vanligare bland nomadiserande fjällsamer och som också kunde användas på vintern, då ibland täckt med renhud.  
Klykstångskåta anses vara den äldsta typen av kåta. Den är också den mest spridda och förekommer genom hela Sibirien från tunguser i öster till samojeder i väster.